# كنيسة القديس جيمس في سيدني
كنيسة القديس جيمس المعروفة بكنيسة شارع كينج، هي كنيسة أنجيليكية إيبارشية في مدينة سيدني في أستراليا. تأسست في شهر فبراير عام 1824 وسُميت بهذا الاسم تكريمًا للقديس يعقوب الكبير. أصبحت الكنيسة إيبراشية عام 1835. صممها على طراز كنيسة مدينة جورجيا المعماري المحكوم عليه فرانسيس جرين واي خلال فترة حكم لاكلان ماكواري. تُعد كنيسة القديس جيمس جزءً من المنطقة التاريخية في شارع ماكواري والتي شملت مبانٍ أخرى من الحقبة الإستعمارية الأولى مثل ثكنة الهايد بارك. ويُعتبر مبنى الكنيسة هو الأقدم الموجود في منطقة المدينة الداخلية في سيدني. وهو مُدرج في قائمة سجل الممتلكات الوطنى وموصوفًا بأنه واحدًا من أعظم 80 كنزٍ صنعهم الإنسان.
حافظت الكنيسة على دورها المتميز في حياة المدينة الدينية والمدنية والموسيقية إضافة إلى ارتباطها الوثيق بمهن المدينة القانونية والطبية من خلال قربها إلى المحاكم القانونية ومستشفى سيدني. وكانت تعاليمها الدينية المقدسة موجهة بصورة أساسية لسكان سيدني المحكوم عليهم كما واصلت خدمة فقراء المدينة ومحتاجيها لقرون متعاقبة.
ويُعد إسلوب العبادة في كنيسة القديس جيمس شائع وجوده في عادات الكنيسة العالية والمتوسطة الأنجلو كاثوليكية. وقد حافظت على عادات الكنيسة الأنجليكية الموسيقية –بكورال متشح بالزي الرسمي مُغنيًا المزامير والترانيم- على عكس الغالبية العظمى من الكنائس في الإيبارشية الأنجليكية في سيدنى، حيث يُحتفل عامة بالقداسات بإسلوب مرتبط بالممارسات المسيحية الإنجيلية والكنيسة الأدنى. يتسم إسلوب التدريس في كنيسة القديس جيمس بوجه أكثر حرية من معظم الكنائس في الإيبارشية فيما يخص النوع وسيامة النساء.

## الموقع
تقع كنيسة القديس جيمس في 173 شارع كينج، سيدني، في الحي القانوني والتجاري قرب الهايد بارك جوار ميدان كوينز. وتشكل الكنيسة جزءٌ من مجموعةٍ ملحوظةٍ من المبانى الإستعمارية على طول شارع ماكواري الذي يمتد من ميدان كوينز إلى ميناء سيدنى. في وقت تشييدها، كانت الكنيسة والمباني المجاورة «أكثر أبنية سيدني تميزًا...على أعلى قطعة أرض وعلى الصعيد الاجتماعي في أفضل جزءٍ من المدينة».
وموقع الإيبارشية الجغرافي لكنيسة القديس جيمس هو واحدًا من 57 إيبارشية في مقاطعة كمبرلاند، نيو ساوث ويلز. وقد تحملت منذ البداية مسؤولية المنطقة التي امتدت حتى منطقة رؤوس سيدني. وحصلت الكنيسة على إيبراشياتها عام 1835. وبقيت حدودها منذ ذلك الحين ثابتة لم تتغير.
سميت محطة القطار بالقديس جيمس على اسم الكنيسة، كما تُعرف المنطقة- بصورةٍ غير رسمية- بنفس الاسم.

## التاريخ

### التأسيس والتقديس
بُني مبنى كنيسة القديس جيمس بناءً على أمرٍ أصدره الحاكم لاكلان ماكواري عام 1819، وصمم المبنى المعماري المحكوم عليه فرانسيس جرين واي، وبناه عمالًا محكومًا عليهم بين عامي 1820 و1824. وضع حجر الأساس الحاكم ماكواري والمفوض جون بيجي يوم الخميس 7 أكتوبر عام 1819. كان مقدرًا للمبنى في الأصل أن يُستخدم كمحكمة، وذلك لتخطيط مكاري لبناء كاتدرائية كبيرة في المكان الحالي لكاتدرائية القديس أندرو، لكن تأجل ذلك التخطيط لتدخل بيجي الذي عُين لإدارة هيئة ملكية بشأن الإستعمار. وافق بيجي في البداية على مشروع المحكمة لكن بحلول فبراير عام 1820- أي بعد مرور أقل من خمسة أشهر على وصوله- أوصى بشدة بتحويل المشروع لكنيسة. «وقد يكمن سبب تغيير بيجي لرأيه عن مشروع الكنيسة في تعيين -بعد مرور ثلاث سنوات- صهره ]و سيكرتيره[ السيد توماس هوبيز سكوت -وهو تاجر نبيذ- رئيسًا للشمامسة». وعُدِّل تصميم المحكمة قبل إنشاءه مع إضافة برجًا في النهاية الغربية لتبدو ككنيسة، بينما أسُتخدمت مباني المدارس المجاورة محكمة. وعُقد أول قداس في الكنيسة غير المكتملة يوم عيد الغطاس الموافق 6 يناير عام 1822. النص التالي من سفر أشعياء اصحاح 60: «قومي استنيري لأنه قد جاء نورك ومجد الرب أشرق عليك». كان مُتوقعًا في تقريرٍ لجريدة سيدني الرسمية –سيدني جازيت- أنه في حالة تجهيز الكنيسة بالأكشاك والمعارض ستسع حتى 2000 شخص. الكنيسة قدسها الحبر الجليل صامويل مارسدن يوم 11 فبراير عام 1824.

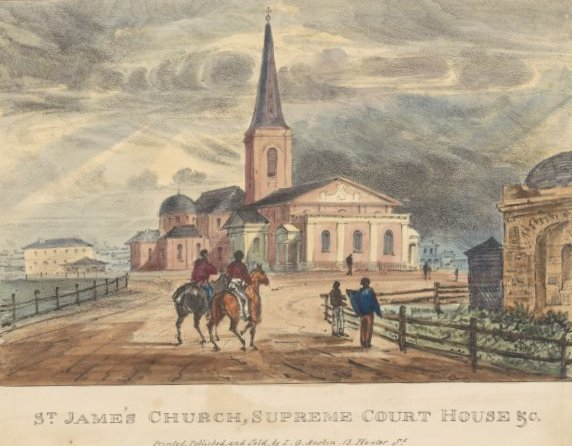
كنيسة القديس جيمس عام 1836، روبرت راسل، طبعها جاردينر اوستن.

### السنوات الأولى: 1824-1838
قبل بناء كنيسة القديس جيمس، كانت كنيسة القديس فيليب الكائنة في شارع يورك هي من تخدم سكان سيدني المتزايدين؛ لكن بما أن كنيسة القديس جيمس كانت قادرة على إستعياب عددًا أكبر من الناس من كنيسة القديس فيليب، حيث كانت مقابلات رجال الدين والسيامات تعقد هناك، أصبحت الكنيسة سريعًا مركزًا للنشاط الرسمي.
كان هناك اهتمامًا رسميًا وعامًا بشأن انحسار الأخلاق بين السكان الذين يغلب عليهم الرجال، وكان يُنظر لإنشاء الكنائس والتعليم على أنهما وسيلة لمكافحة هذا. نسب مؤرخ الكنيسة في القرن التاسع عشر إدوارد سيموندس الفضل في «النغمة الروحية والأخلاقية الأفضل» في المستعمرة ل«الكنائس المحتشمة» و«وجود رجال دين أكثر برئاسة القسيس ويليام كوبر عام 1808». كان الكاهن الأول لكنيسة القديس جيمس هو المبجل ريتشارد هيل الذي سيم على وجه التحديد للوزارة الإستعمارية وأُرسل من لندن بوصفه مساعدا لويليام كوبر في كنيسة القديس فيليب. كان هيل نشيطًا ومُنظمًا جيدًا وصاحب رؤية تُحرز تقدمًا بشأن التعليم. بدأ عددًا من المشروعات لمساعدة المجتمع، شاملةً مدرسةٍ للأطفال في سرداب الكنيسة ومدارس الأحد.
كان قداس الكنيسة في ذلك الوقت متمحورًا حول الوعظ، وهو ما يعكسه ديكور الكنيسة الداخلي. يوجد منبر الوعظ المكون من ثلاثة طوابق في منتصف نهاية الكنيسة الشرقية، حيث يُدار القداس وتُلقى خطبة الوعظ. وعظ من هذا المنبر الأساقفة بروتن وباتيسون وسيلوين وباركر وباري. يقود كاتب الإيبارشية الطائفة في الترانيم من أدنى مستوى لها. بين الثلاث نوافذ اللاتي شغلن الحائط الشرقي، وُجِدَت لوحتان كبيرتان توضحا الصلاة الربية وقانون الإيمان بالرسل والوصايا العشر. Cable & Annable 1999, p. 8-11. كانت الكنيسة تمتلئ بالمقصورات المربعة التي تواجه بعضها البعض في ممرٍ مركزيٍ. كان هناك معرضًا للمحكوم عليهم في النهاية الغربية للكنيسة، وهو مازال موجودًا. استؤجرت المقصورات لتوفير مصدر دخل للكنيسة ورُتِبَت المقاعد غير المكسورة «ترتيبًا اجتماعيًا صارمًا» حيث شغل الفقراء المقاعد المجانية. تتكون قداسات الأحد من صلوات صباحية ومسائية، إضافةً إلى القربان المقدس الذي يحدث أحيانا كإضافة للقداس المعتاد. لهذا السبب لا يوجد توكيدًا مرئيًا على طاولة العشاء، التي كانت طاولة صغيرة متنقلة، ولم يكن هناك حاجزًا مزخرفًا.
عانت كنيسة القديس جيمس من فضيحة كبرى في أواخر 1820 («فترة من النزاعات الشخصية وخلافات صحفية عنيفة») عندما تنازع سيكرتير المفوض بيجي وصهره توماس هوبيز سكوت، الذي عُيِّن رئيسًا لشمامسة نيو ساوث ويلز عام 1825، مع أحد أبناء الإيبارشية إدوارد سميث هال. طلب سكوت -رئيس الشمامسة- من هال أن يتخلى عن المقصورة التي استأجرها في كنيسة القديس جيمس له ولبناته الست. ومع استمرار هال في شغل المقصورة، حضر رجال أمن قداس يوم الأحد ليمنعوا شغل هال للمقصورة بإحاطتها بقيودٍ حديديةٍ لتأمينها. كان هال شريكًا لارثر هيل في ملكية جريدة ذا مونيتور -The Monitor-، فأنتقد رئيس الشمامسة والحاكم رالف دارلينج ناشرًا هجومًا على رئيس الشمامسة قُوضي بسببه بتهمة التشهير. حكمت المحكمة عليه بغرامة جنيهًا استرلينيًا واحدًا واخرجته بكفالة. ناشد هال رينالد هيبر أسقف كلكوتا (الذي مثل السلطة الكنسية المختصة في ذلك الوقت) والقانون حيث حصل على 25 جنيها استرلينيًا بديلًا عن الأضرار، وعاد رئيس الشمامسة- الذي كان مكروهًا- إلى لندن عام 1828.
كان أول تغييرٍ كبيرٍ أُدخل على الكنيسة هو تضمين الرواق ذات الأعمدة الجنوبي لتشكيل مجلس الكنيسة. في عام 1832 شيد جون فيرج مجلس كنسي آخر في النهاية الجنوبية للكنيسة بما يتفق تمامًا مع الإسلوب المعماري لجرين واي. استلزم نمو الطائفة إجراء المزيد من التغييرات. أضيفت المعارض بطول الحوائط الشمالية والشرقية. بانسداد الثلاث نوافذ الشرقية بسبب مجمع فيرج الكنسي، أصبح الفناء الداخلي مضاءً بشكلٍ سيئٍ ويزداد ذلك مع كل تعديل لذا أقترح فيرج ثقب نوافذ على شكل عيون أعلى الحوائط لإضاءة المعارض.
في عام 1836 أٌصيب الحبر الجليل هيل بالسكتة في المجمع الكنسي ومات. بعد وقتٍ قصيرٍ من الحدث الدرامي وبينما الكنيسة مازالت في حالة الحداد، كُلِّف الحبر الجليل ويليام جرانت بروتون بتولي منصب أسقف أستراليا خلال قداس في كنيسة القديس جيمس استمر لخمس ساعات. وبما أن خطط ماكواري لبناء كاتدرائية جديدة في شارع جورج لم تُؤتي ثمارها، تصرف بروتن كما لو كانت كنيسة القديس جيمس كاتدرائية موازية. تلا روبرت كاترايت ثم نابوليون وود ريتشارد هيل في كنيسة القديس جيمس.

### كهانة روبرت الوود 1840- 1884
وصل الحبر الجليل روبرت الوود في عام 1839- الذي تعلم في مدرسة كلية إيتون وجامعة كمبريدج- سيدني  وعينه في كنيسة القديس جيمس الأسقف بروتن  في الإيبارشية التي خدم بها لمدة 44 عامًا حتى تقاعد عام 1884. كان الوود راعيًا مهمًا للتعليم في سيدني الفيكتورية؛ فبرعايته توسعت المدرسة الإيبارشية وأصبحت كلية تدريب المعلمين «مدرسة نموذجية». كان أيضًا المعلم الرئيسي في كلية القديس جيمس، التي اجتمعت في الأصل في بيت الكاهن القديس جيمس (في زاوية شارع كينج وشارع ماكواري) حتى نُقلت إلى ضاحية جليب.
في عام 1848 كانت الكنيسة مقرًا لجنازة كاملة «حضرتها 150 سيارة تجرها الخيول». وفي عام 1878 تولى الوود مهام منصبه في حفل زواج نورا روبنسون والكسندر كيركمان فينالي. بوصفه زفاف نائب الملك الثاني في المستعمرة، حضر ذلك الحفل العديد من كبار الشخصيات وجذب حشد «هائل» من 10000 مُتفرج مُهلل.
على عكس هيل، أيد الوود رؤساء حركة اوكسفورد التي شددت على الاستمرار التاريخي لكنيسة انجلترا، ووضعت أهمية كبيرة على القرابين والطقوس الدينية. «قمة» النزعة تجاه حركة اكسفورد في المستعمرة كانت بتأسيس كلية القديس جيمس عام 1845؛ «الاكلريكية الأولى لتدريب المرشحين للسيامة». لكن كان كثير من رجال المستعمرة الانجليكيين غير سعيدين بنزعة الحركة الاكسفوردية لأن الكاثوليك الروم كانوا «متساويين بالايرلنديين». بدأت «خلافات رأي كبيرة في مسائل العقيدة» في «التصاعد للمناقشات العامة لأن تأثير حركة اكسفورد بدأت أن تكون محسوسة في المستعمرات الأسترالية» في الأربعينات من القرن التاسع عشر (1840).
كانت خطب الوود الوعظية مختصرة وكان يُحتفل بالعشاء الرباني كل أحد. آلة الآرجون، التي رٌكِّبت عام 1827، نُقلت إلى المساحة الخالية لمجمع الكنيسة الغربي، وأمامه منبر الوعظ ومقرأ الترتيل بحيث يمكن رؤيتهم من كل أنحاء الكنيسة. أستمرت المنضدة المقدسة في النهاية الشرقية للمبنى. دعم الأسقف بروتون آراء الوود المتفقة مع حركة اكسفورد، لكن خليفته فريدريك باركر -الذي أصبح أسقف عام 1855- كان إنجيلي بشدة. بدأ الانقسام في الاسلوب بين روح الجماعة لكنيسة القديس جيمس وال«الكنيسة الدنيا» التي سادت إيبارشية سيدني، في ذلك الوقت.

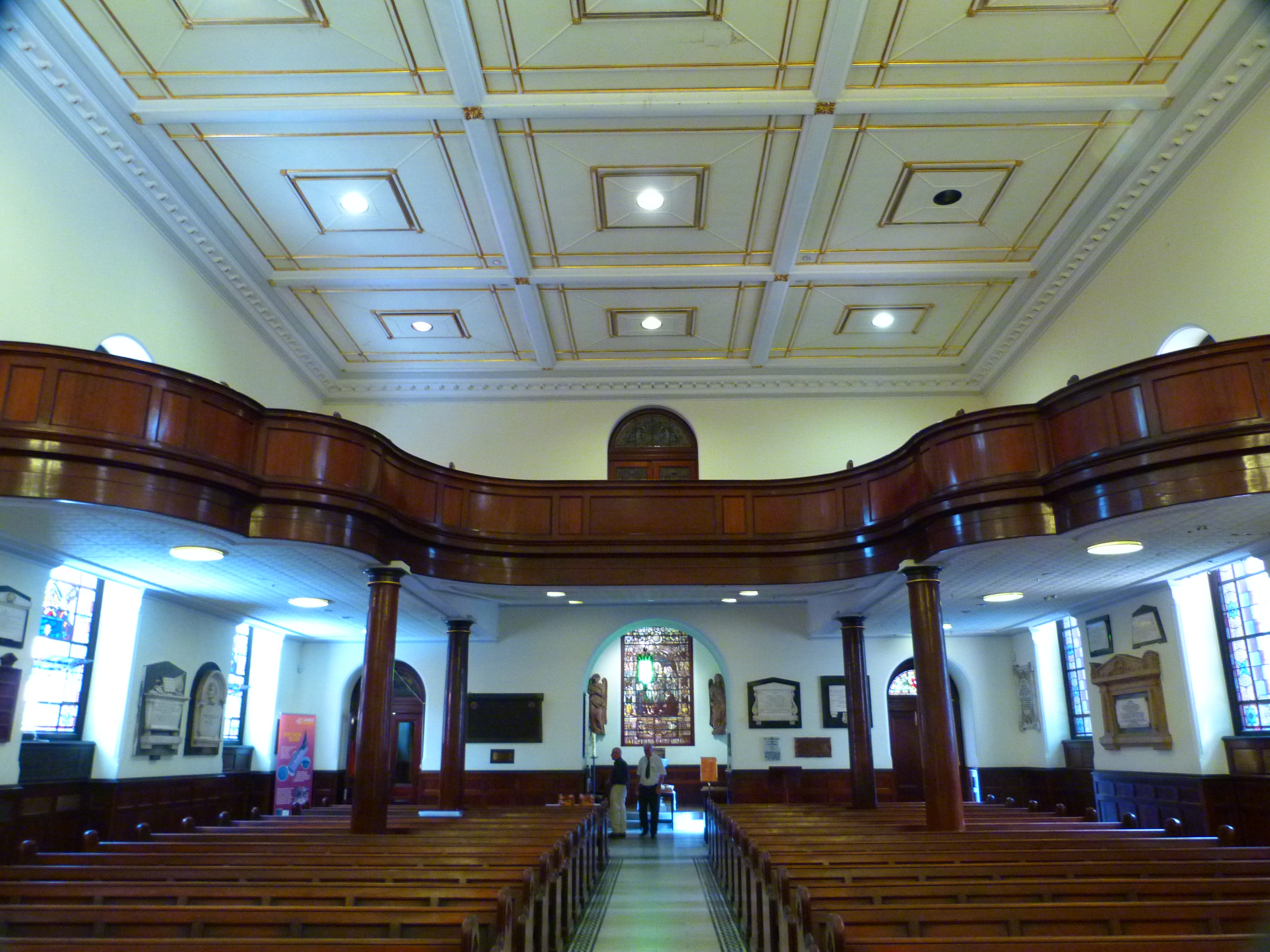
المعرض في النهاية الغربية للكنيسة وهو الوحيد المتبقي

### التغيرات 1884-1904
خلال الثمانينات من القرن التاسع عشر، أصبحت سيدني مدينة مزدهرة وانتعشت التجارة والصناعة وتوسعت الضواحي. وببناء كنائس أخرى وانحسار من يعيشون في وسط المدينة صغرت طائفة كنيسة القديس جيمس. وما واجهته من تحدٍ كان توجيه تعاليمها المقدسة بفاعلية لعمال المدينة بدلًا من السكان لخدمة فقراء المدينة وجذب هؤلاء الذين يفضلون إسلوب العبادة في الكنيسة وخطب الوعظ الفكرية والموضوعية التي تميز الكنيسة عن الكثير من الكنائس الإيبارشية التي وُجدت حديثًا. عُيِّن الشاب هنري لاتمير جاكسون من كامبريدج عام 1885. بادر بقداسات أيام الأسبوع عدا السبت والأحد ومجلة تُدعى ذا كاليندر -The Kalendar- واحدة من أوائل جرائد سيدني الإيبارشية. حاضر أيضًا في جامعة سيدني، وخطب في المؤتمرات، وتحدث في اجتماعات الكنيسة الرسمية، وعمل سكرتيرًا لكنيسة سيدني المؤسسة حديثًا في مدرسة إنجلترا الثانوية. على أية حال وُصفت خطبه بأنها «لا تُعارَض ببساطة لأنها لا تُفهم». استقال عام 1895 بعد قبوله منصبًا في إيبارشية إللي.
على الرغم من أن سيدني كانت تنتعش، عانت الكنيسة من نقص حاد في النقود و«درست الحكومة استرداد الموقع لسكة حديد المدينة». أجر القائمين على الأمر في ذلك الوقت بيت الكاهن وفي عام 1894 استُخدِمت النقود لترميم واجهة المبنى الخارجية بشكلٍ عاجلٍ. استبدل المعماري فارني باركز البرج القديم مستخدمًا النحاس الذي عُرِّض للهواء سابقًا لذلك لم يظهر تغييرًا جذريًا على مظهره. أزال أعمدة الرواق الشمالي وصمم رواقًا جديدًا ومدخلًا للبرج لتتناسب مع المجمع الكنسي الشرقي. كانت النتيجة جعل الوجه الشمالي من المبنى أكثر الجوانب أهميةً.

## الموسيقى
لطالما تمتعت كنيسة القديس جيمس بتعاليم موسيقية وكورالية قوية «تكاملية» لطقوسها منذ عشرينات القرن التاسع عشر 1820s واشتهرت بالموسيقى المسيحية ذات الجودة العالية إضافة إلى حفلاتها الموسيقية الفردية والجماعية المنتظمة. تمتلك كنيسة القديس جيمس جيمس كورال وأرغن ذو أنابيب ثلاثية يدوية ضيقة ومجموعة من الأجراس المعلقة من أجل فن تغيير رنين الأجراس. ويُعتبر إسحاق ناثان الذي «أعتُبر هو نفسه جائزة تقديرية موسيقية للمستعمرة» «أول مؤلف موسيقي أسترالي» أنشأ مجتمعًا موسيقيًا في كنيسة القديس جيمس في أربعينات القرن التاسع عشر 1840s.

### ألارغن ذو الأنابيب
الأرغن الأصلي الذي وضع في المعرض الغربي بناه جون جراي اللندني وعُزف عليه للمرة الأولى يوم 7 أكتوبر 1827. وقُدم له الشكر في جريدة المستعمرة ذا أستراليان –The Australian-.

## وصلات خارجية
- "St James' King Street". Official website. مؤرشف من الأصل في 2013-12-19.
- "Cable Clerical Index of clergy who served in the Anglican Church of Australia from 26 January 1788 through to those ordained or serving by 31 December 1961" (PDF). مؤرشف (PDF) من الأصل في 2013-10-20.